# ماركو دميتروفيتش
ماركو دميتروفيتش (بالصربية: Марко Дмитровић) (مواليد 24 يناير 1992) هو لاعب كرة قدم صربي يلعب كحارس مرمى في نادي إشبيلية الإسباني و‌المنتخب الصربي.

## روابط خارجية
- ماركو دميتروفيتش على موقع الاتحاد الدولي (مؤرشف)  (الإنجليزية)
- ماركو دميتروفيتش على موقع الاتحاد الأوربي (الإنجليزية)
- ماركو دميتروفيتش على موقع إي إس بي إن إف سي (الإنجليزية)
- ماركو دميتروفيتش على موقع قاعدة بيانات كرة القدم.إي يو (الإنجليزية)
- ماركو دميتروفيتش على موقع ليكيب (الفرنسية)
- ماركو دميتروفيتش على موقع ناشيونال فوتبول تيمز (الإنجليزية)
- ماركو دميتروفيتش على موقع Soccerbase.com (لاعب) (الإنجليزية)
- ماركو دميتروفيتش على موقع Soccerway.com (الإنجليزية)
- ماركو دميتروفيتش على موقع عالم كرة القدم.نت (الإنجليزية)
- ماركو دميتروفيتش على موقع AS.com (الإسبانية)